# فیسقا تیرا
فیسقا تیرا (به اسپانیایی: Phisqa Tira) یک کوه در پرو است که در Peru, Puno Region, Lampa Province واقع شده‌است. فیسقا تیرا ۵٬۰۰۰ متر بالاتر از سطح دریا واقع شده‌است.